# Ichneumon elegans
Ichneumon elegans är en stekelart som beskrevs av Cuvier 1833. Ichneumon elegans ingår i släktet Ichneumon och familjen brokparasitsteklar. Inga underarter finns listade i Catalogue of Life.